# Tasiujaq (Eclipse Sound)
Tasiujaq (Inuktitut-Silbenschrift: ᑕᓯᐅᔭᖅ), früher Eclipse Sound, ist Teil einer natürlichen Wasserstraße im Kanadisch-Arktischen Archipel in der Region Qikiqtaaluk im kanadischen Territorium Nunavut. Sie trennt die Bylot-Insel (im Norden) von der Baffininsel (im Süden). Im Osten geht sie in das Pond Inlet über, im Nordwesten über das Navy Board Inlet. Beide benachbarten Gewässer liegen am Rande der Baffin Bay. 